# Bénévent-l'Abbaye
Bénévent-l'Abbaye är en kommun i departementet Creuse i regionen Nouvelle-Aquitaine i de centrala delarna av Frankrike. Kommunen ligger i kantonen Bénévent-l'Abbaye som tillhör arrondissementet Guéret. År 2022 hade Bénévent-l'Abbaye 767 invånare.

## Befolkningsutveckling
Antalet invånare i kommunen Bénévent-l'Abbaye
Referens:INSEE

## Galleri

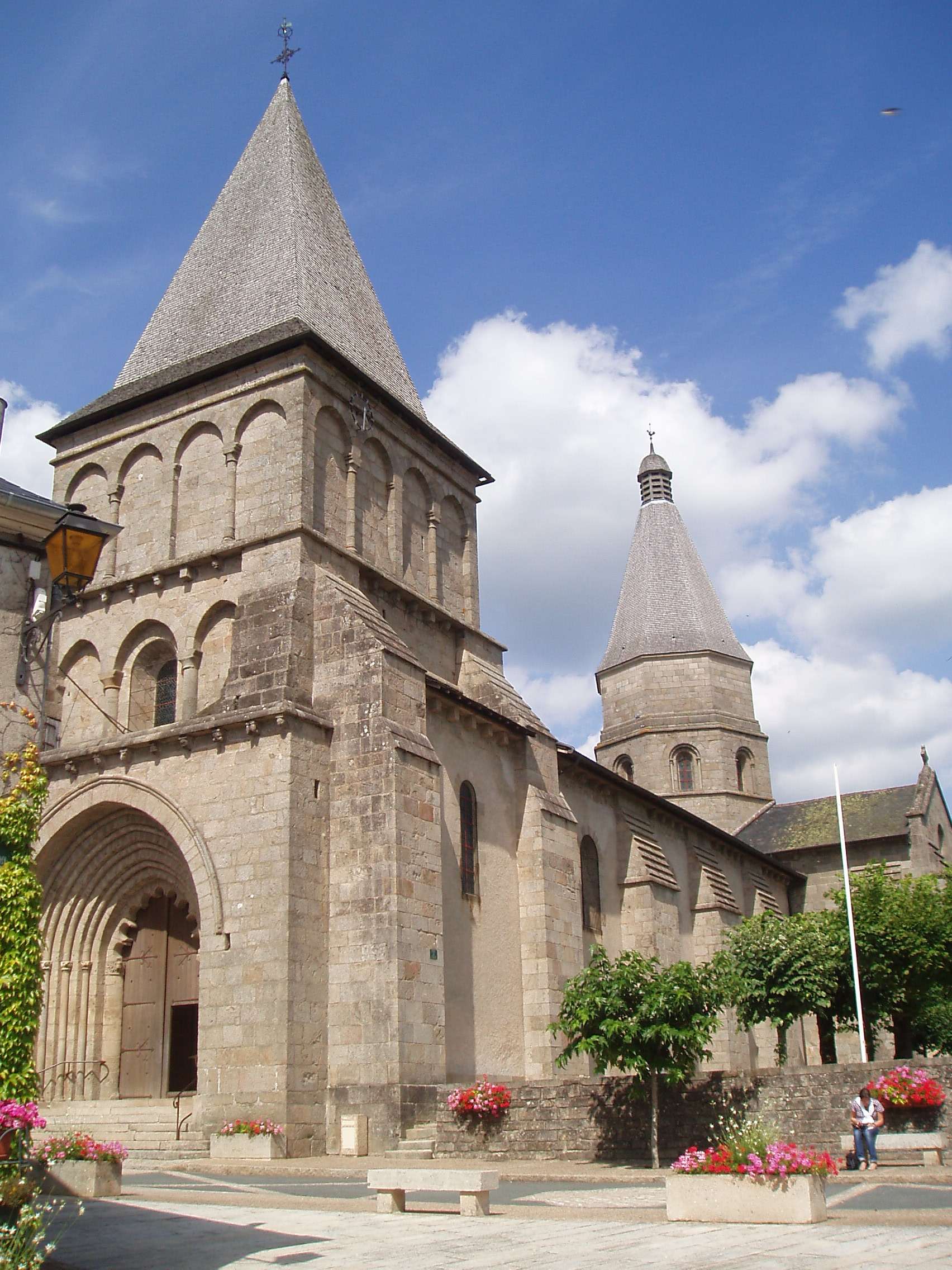